# ۳۶۲ (قمری)
۳۶۲ (قمری)، سیصد و شصت و دومین سال در گاهشماری هجری قمری است. اول محرم این سال برابر با هفدهم اکتبر سال ۹۷۲ میلادی است.

## وابسته
- ابوریحان بیرونی